# 田村神社 (高松市)
田村神社（たむらじんじゃ）は、香川県高松市一宮町にある神社。式内社（名神大社）、讃岐国一宮。旧社格は国幣中社で、現在は神社本庁の別表神社。
別称として「田村大社」「一宮神社」「定水（さだみず）大明神」「一宮大明神」「田村大明神」とも。

## 概要
高松市中部、高松市街地から南に約7kmの地に鎮座する。
一帯は湧水地であり、現在も当社の奥殿が深淵の上に建てられているように、水神信仰を基盤とした神社である。讃岐国内では名神大社三社の1つで、讃岐国の一宮として崇敬された。また、現在に伝わる神宝は「田村神社古神宝類」として国の重要文化財に指定されている。
なお「田村」の社名は鎮座地名によるもので、他の田村神社のような坂上田村麻呂との関係はない。

## 祭神
祭神は以下の5柱で、「田村大神」と総称される。
- 倭迹迹日百襲姫命 （やまとととひももそひめのみこと）
- 五十狭芹彦命 （いさせりひこのみこと）
別名を吉備津彦命（きびつひこのみこと）。
- 猿田彦大神 （さるたひこのおおかみ）
- 天隠山命 （あめのかぐやまのみこと）
別名を高倉下命（たかくらじのみこと）。
- 天五田根命 （あめのいたねのみこと） - 別名を天村雲命（あめのむらくものみこと）。

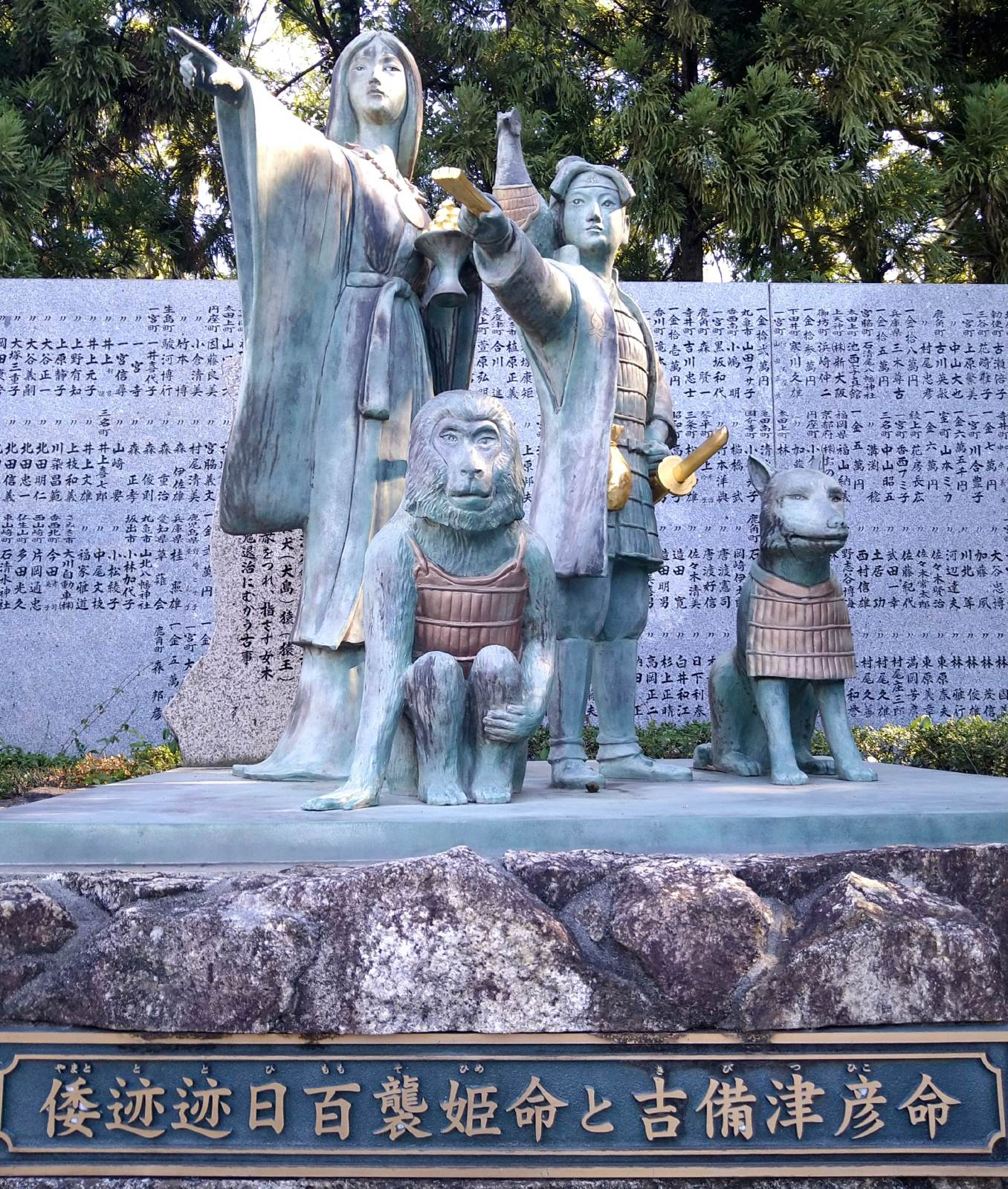

田村大神について、中世の書物では猿田彦大神や五十狭芹彦命を指すとされ、近世には神櫛別命・宇治比売命・田村比売命・田村命など様々で一定していない。社殿創建前は井戸の上に神が祀られていたという社伝から、元々は当地の水神（龍神）であったとする説もある。

## 歴史

### 創建
社伝によれば、古くは「定水井（さだみずのい）」という井戸にいかだを浮かべて、その上に神を祀っていたという。その後、和銅2年（709年）に行基によって社殿が設けられたのが創建とする。この「定水井」は現在も奥殿の下にある。
なお、当初は義淵僧正によって大宝年間（701年-704年）に開基された一宮寺と同一視（建物も同じ）されていた。

### 概史
朝廷の当社に対する信仰は篤く、平安時代には度々神階の授与が行われている。また延長5年（927年）の『延喜式神名帳』では「讃岐国香川郡 田村神社」と記載され名神大社に列したほか、讃岐国一宮として信仰された。建仁元年（1201年）には正一位の昇叙があったとされ、後宇多天皇が弘安7年（1284年）7月に寄せた「正一位田村大明神」の勅額が残っている。
また武家からも崇敬・統制を受け、長禄4年（1460年）には細川勝元により、社殿造営や寄進のほか「讃岐国一宮田村大社壁書」（高松市指定文化財）が定められた。これは当社の関係者に対し、守るべき事項を26箇条で記したものである。
天正年間（1573年-1592年）には兵火により一切経蔵を焼失したが、仙石秀久から社領100石を寄進された。その後も社領の寄進を受け、藩主が松平大膳家に代わったのちも祈願所として崇敬された。
延宝7年（1679年）、高松藩主であった松平氏により一宮寺が分割され、後に一宮寺は別の地に移された。その際、一国一宮として選ばれていた四国八十八箇所の札所と本地・正観音像は、一宮寺に移される。
明治4年（1871年）、近代社格制度において国幣中社に列した。
大正14年（1925年）12月10日、北白川宮大妃こと能久親王妃富子お成り（松をお手植え）。
昭和9年（1934年）4月5日、閑院宮載仁親王お成り。同年5月22日には梨本宮守正王お成り（松をお手植え）。

### 神階
いずれも「田村神」と記載。
- 嘉祥2年（850年）2月28日、従五位下 （『続日本後紀』）
- 貞観3年（861年）2月13日、官社に列する （『日本三代実録』）
- 貞観7年（865年）10月9日、従五位上から正五位下 （『日本三代実録』）
- 貞観17年（875年）5月27日、従四位下から従四位上 （『日本三代実録』）
- 元慶元年（877年）3月4日、正四位下から正四位上 （『日本三代実録』）
- 建仁元年（1201年）、正一位[1]

## 境内
本社拝殿・奥殿は宝永7年（1710年）の造営で、春日造。奥殿は二重構造で前方は本殿に接続していて、神座があり、その床下に「定水井」と呼ばれる深淵がある。なお、現在、奥殿には垣根で近づくことができず鬱蒼と茂った木々でほとんど見ることはできない。拝殿は明治10年の再建で、入母屋造。
そのほか境内には、海軍少年飛行兵之碑・海外開拓者殉難之碑などの鎮魂のための石碑や、桃太郎話に仮託した犬・猿・雉と吉備津彦・倭迹迹日百襲姫命や讃岐七福神の石像など、多くの石造物が設けられている。

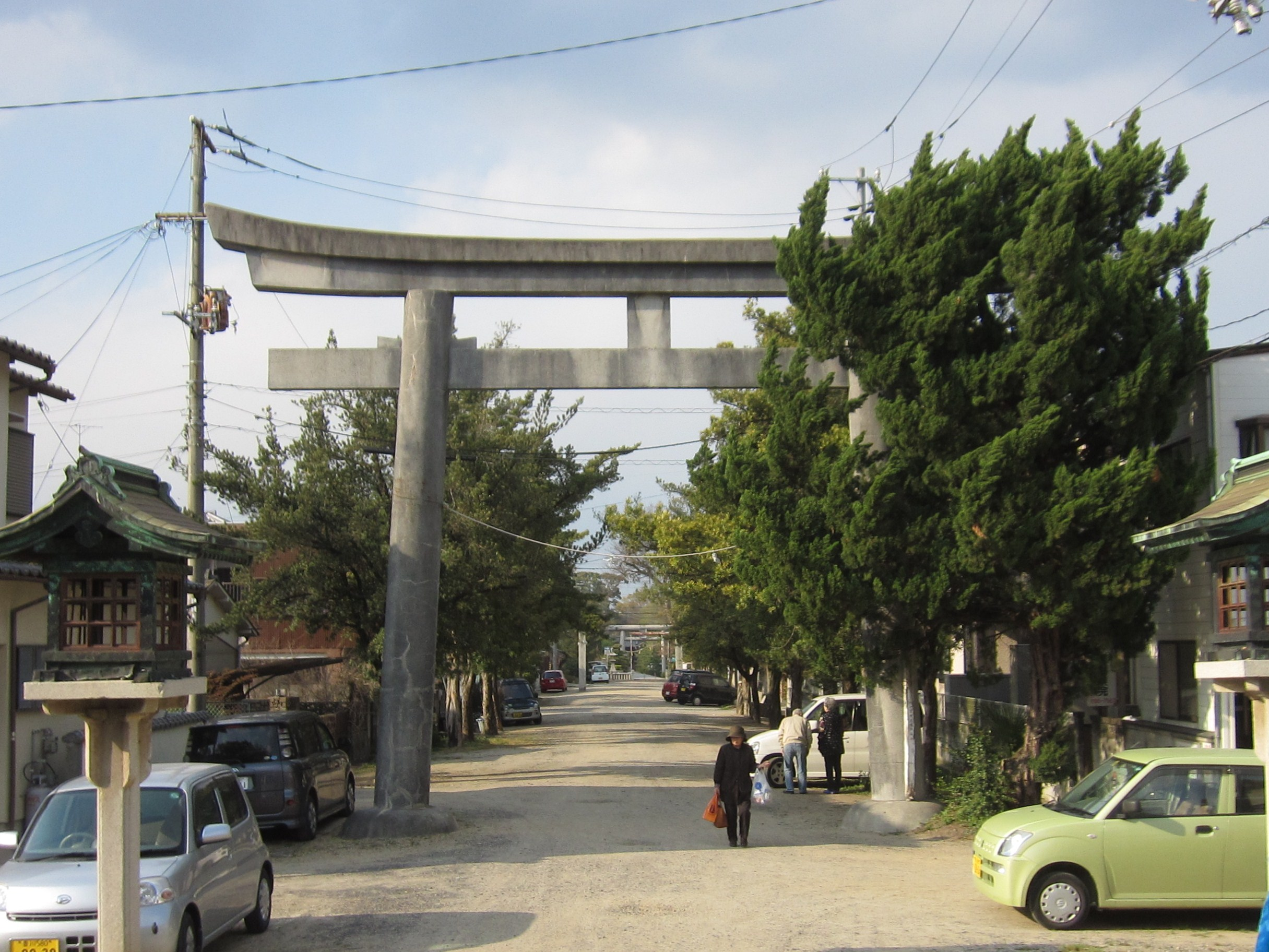
一の鳥居
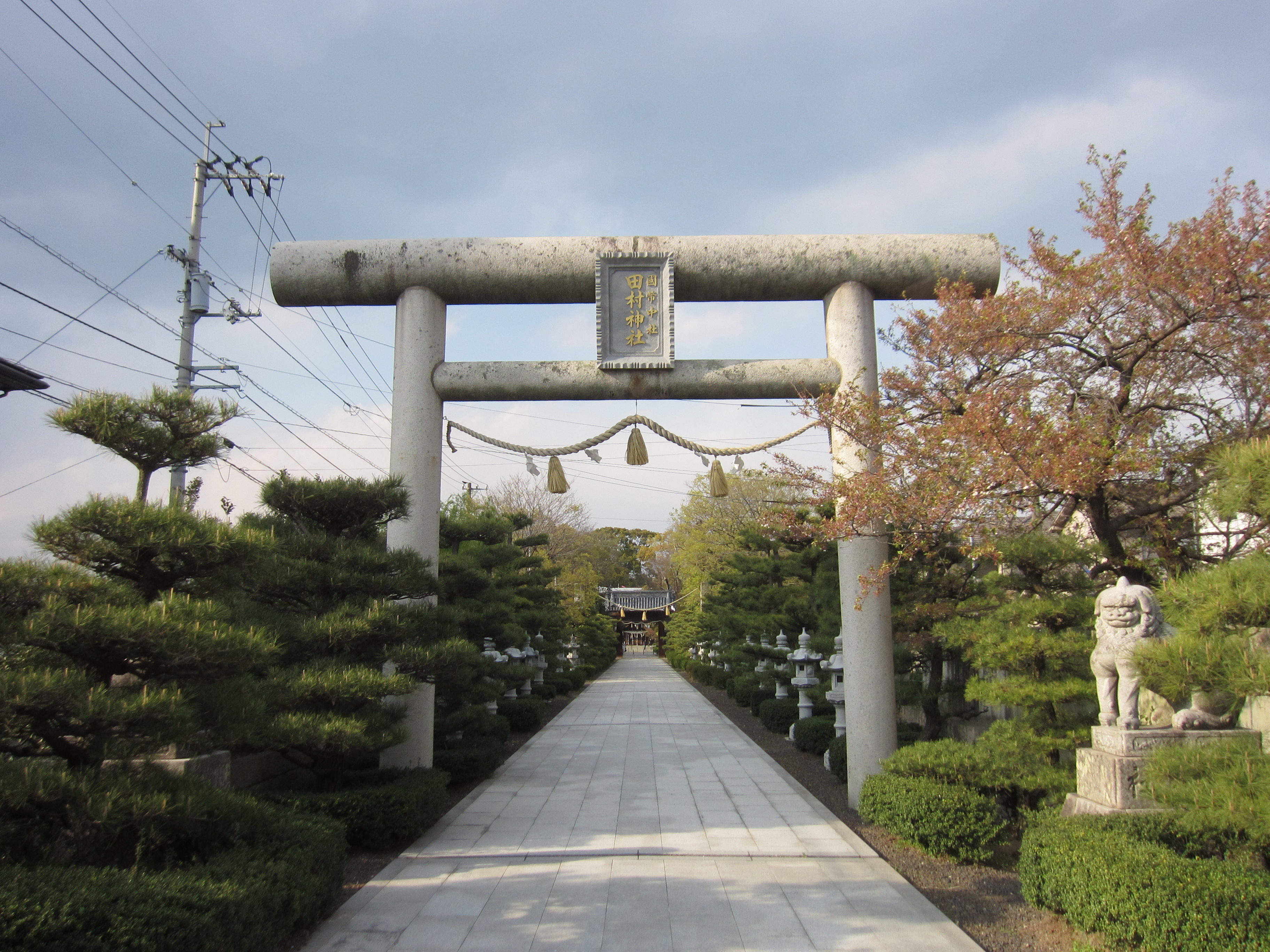
二の鳥居
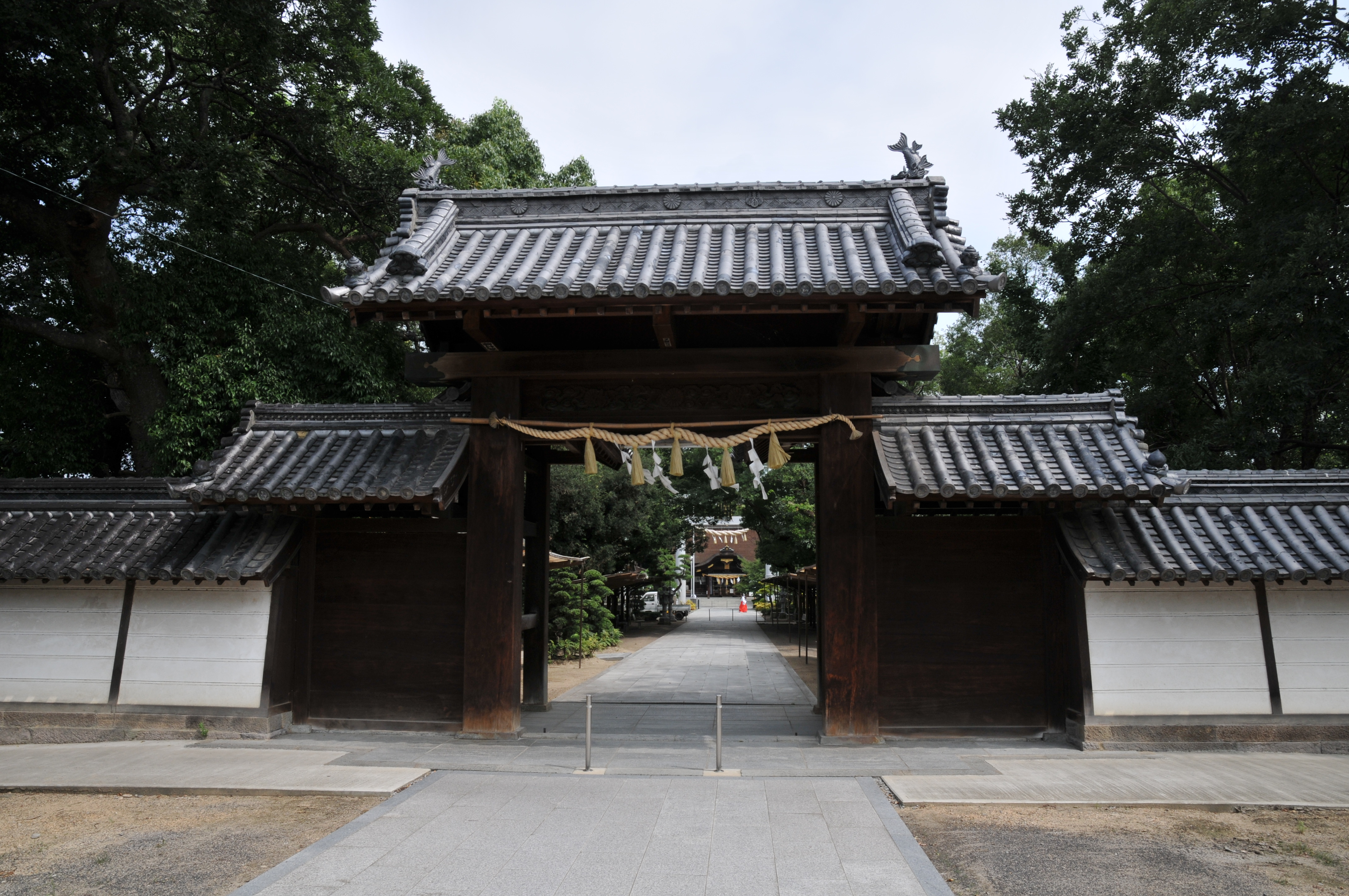
随神門
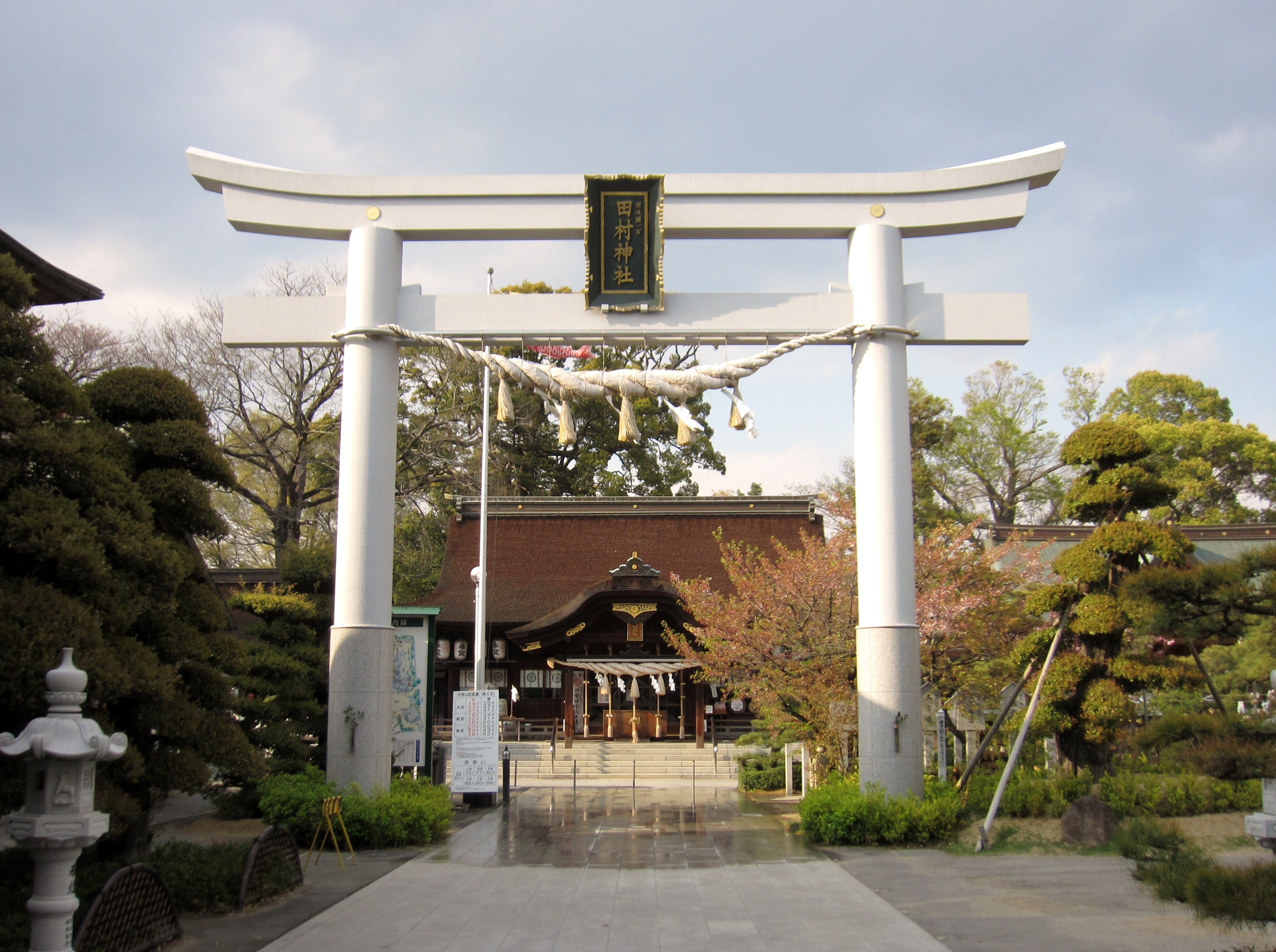
三の鳥居
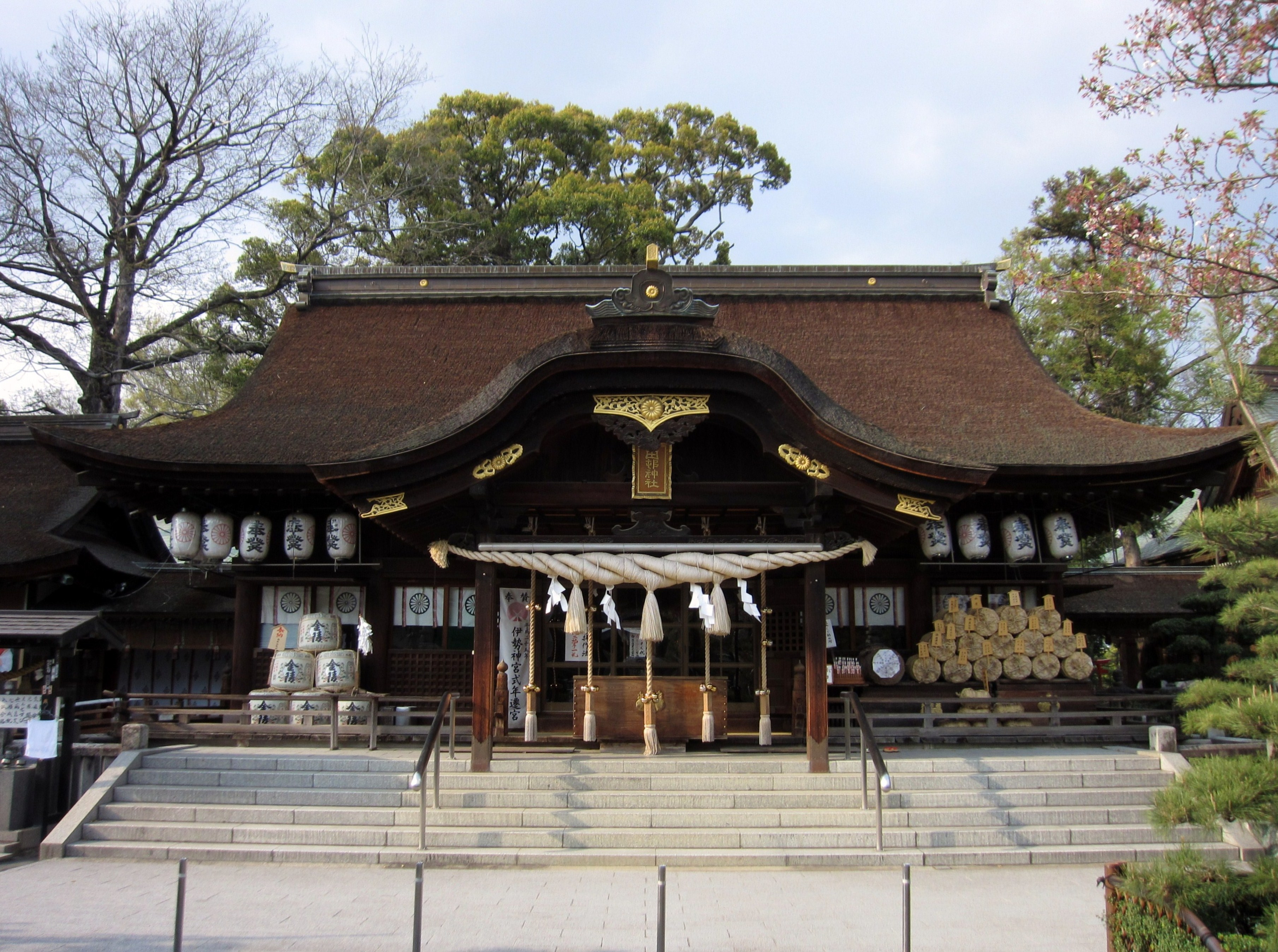
本社拝殿
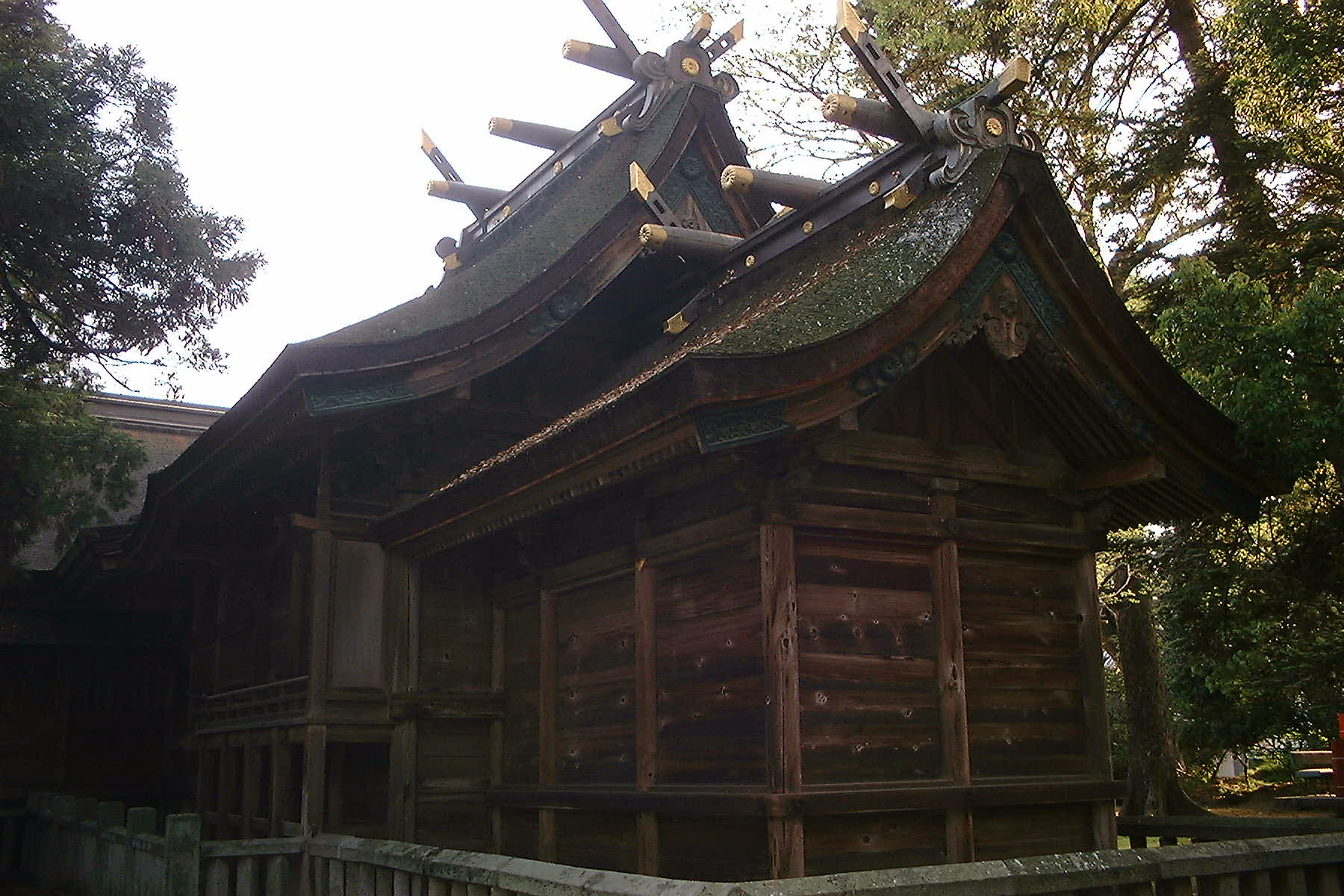
本社・奥殿
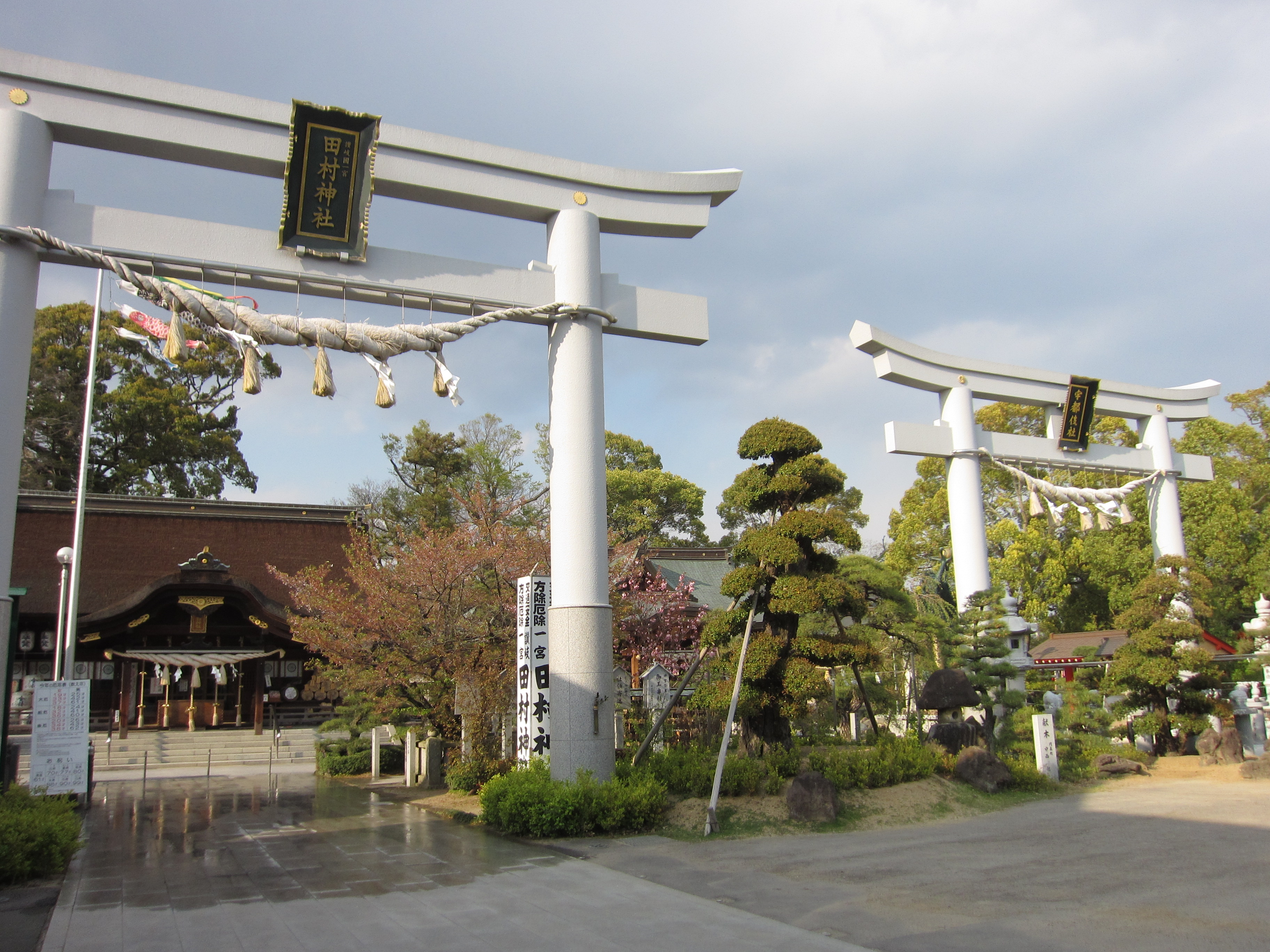
左から本社拝殿、宇都伎社、素婆倶羅社
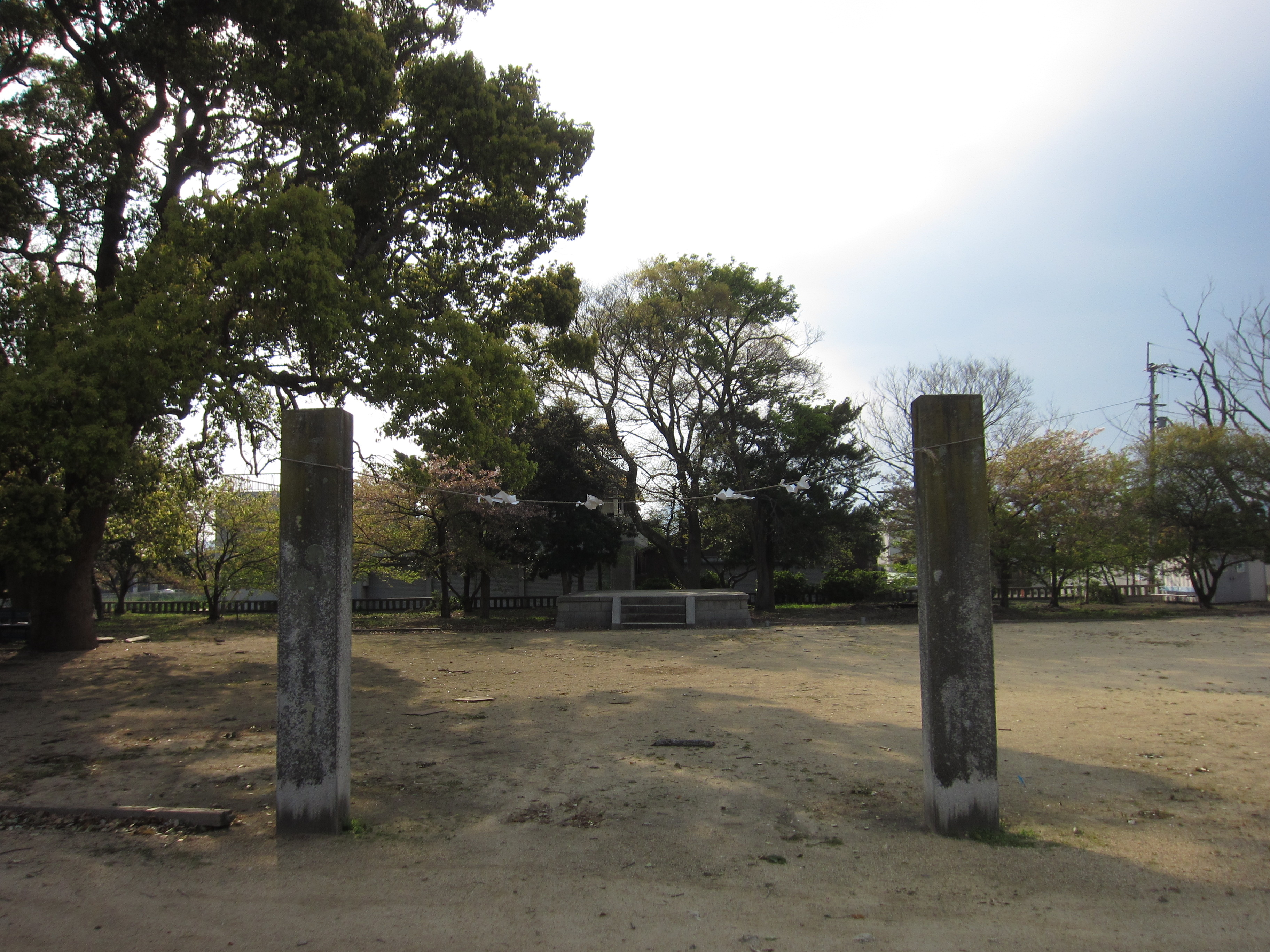
御旅所
一の鳥居近くに所在（北緯34度16分57.98秒 東経134度01分34.66秒 / 北緯34.2827722度 東経134.0262944度）。

## 関係地
- 花泉（はなのい、花ノ井とも）
境内の西端にある井戸（北緯34度17分11.79秒 東経134度01分37.01秒 / 北緯34.2866083度 東経134.0269472度）。社伝では祭神の百襲姫命が手を洗ったという[8]。
- 袂井（たもとい、田本井とも）
境内の東方にある井戸（北緯34度17分08.65秒 東経134度01分41.56秒 / 北緯34.2857361度 東経134.0282111度）。百襲姫命が熱病に罹った際、侍女が袂を浸し水を奉ったという[8]。
- 休石（やすみいし）
神社の東方100mにある（北緯34度17分11.12秒 東経134度01分48.35秒 / 北緯34.2864222度 東経134.0300972度）。百襲姫命が憩った地という[8]。
- 天降（あまくだり）
神社の南2kmの地にある御旅所の跡（北緯34度16分07.86秒 東経134度01分30.46秒 / 北緯34.2688500度 東経134.0251278度）。天降田村大神が現れた地という[8]。現在は天降神社が鎮座する。

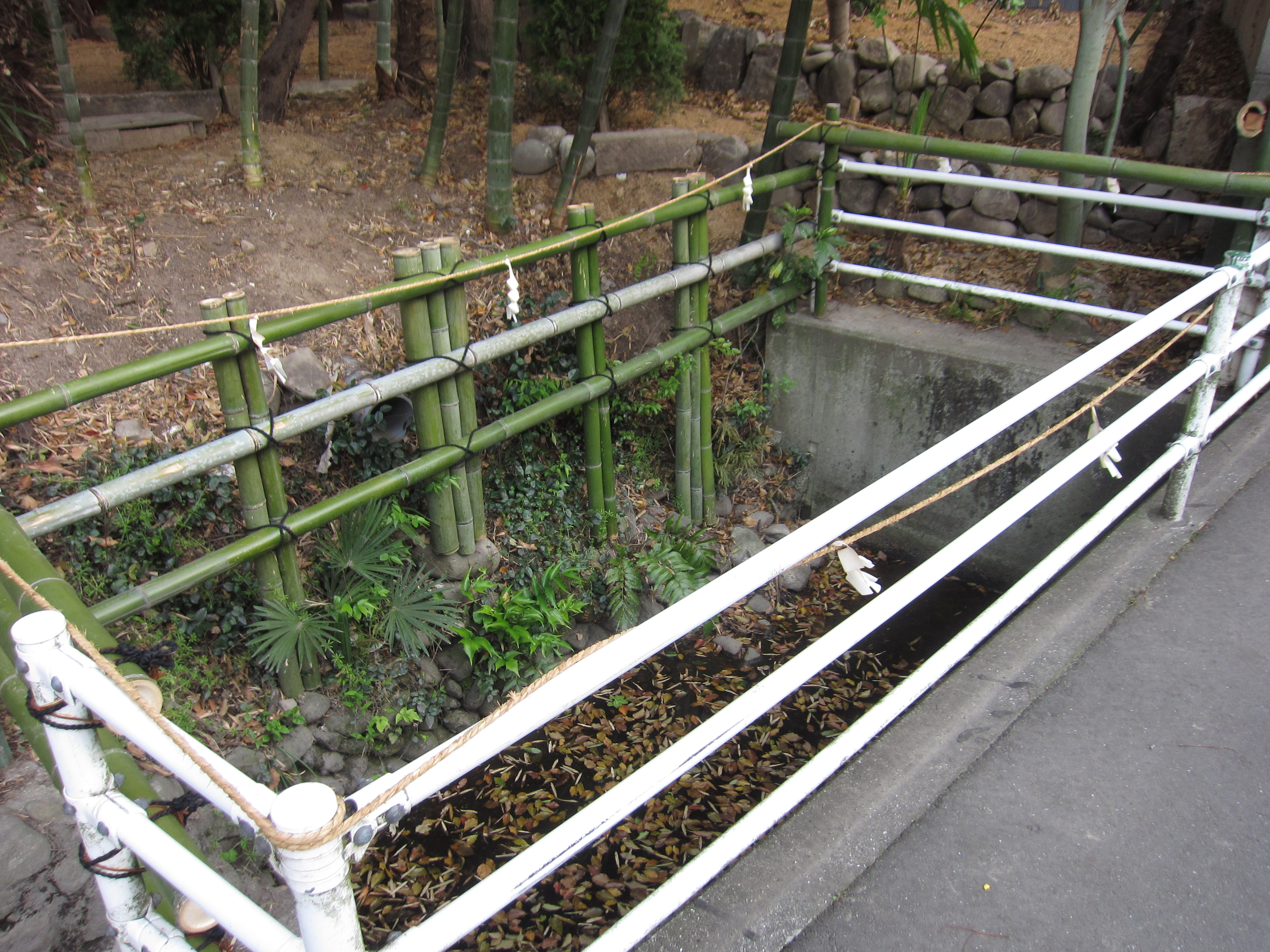
花泉
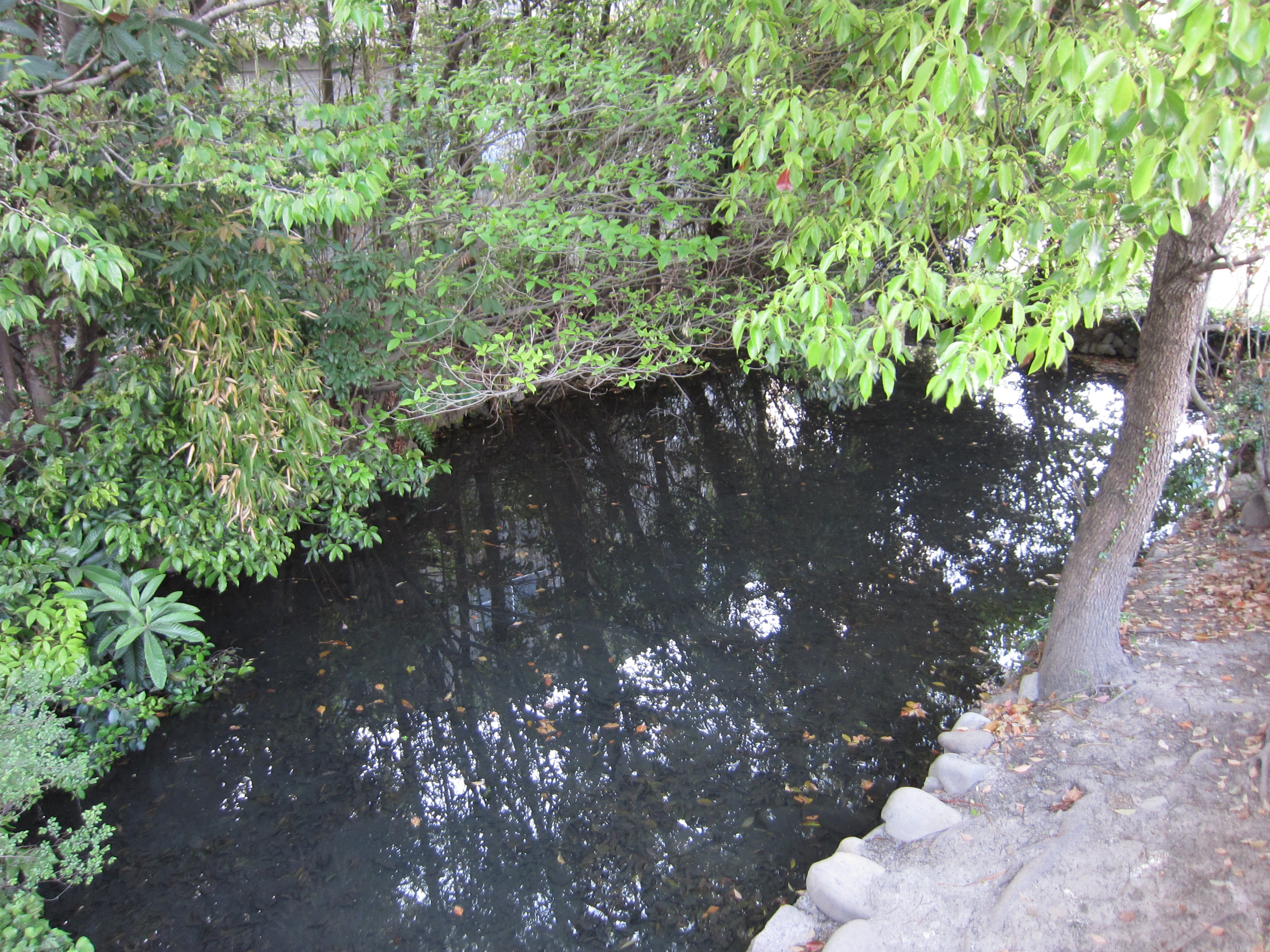
袂井
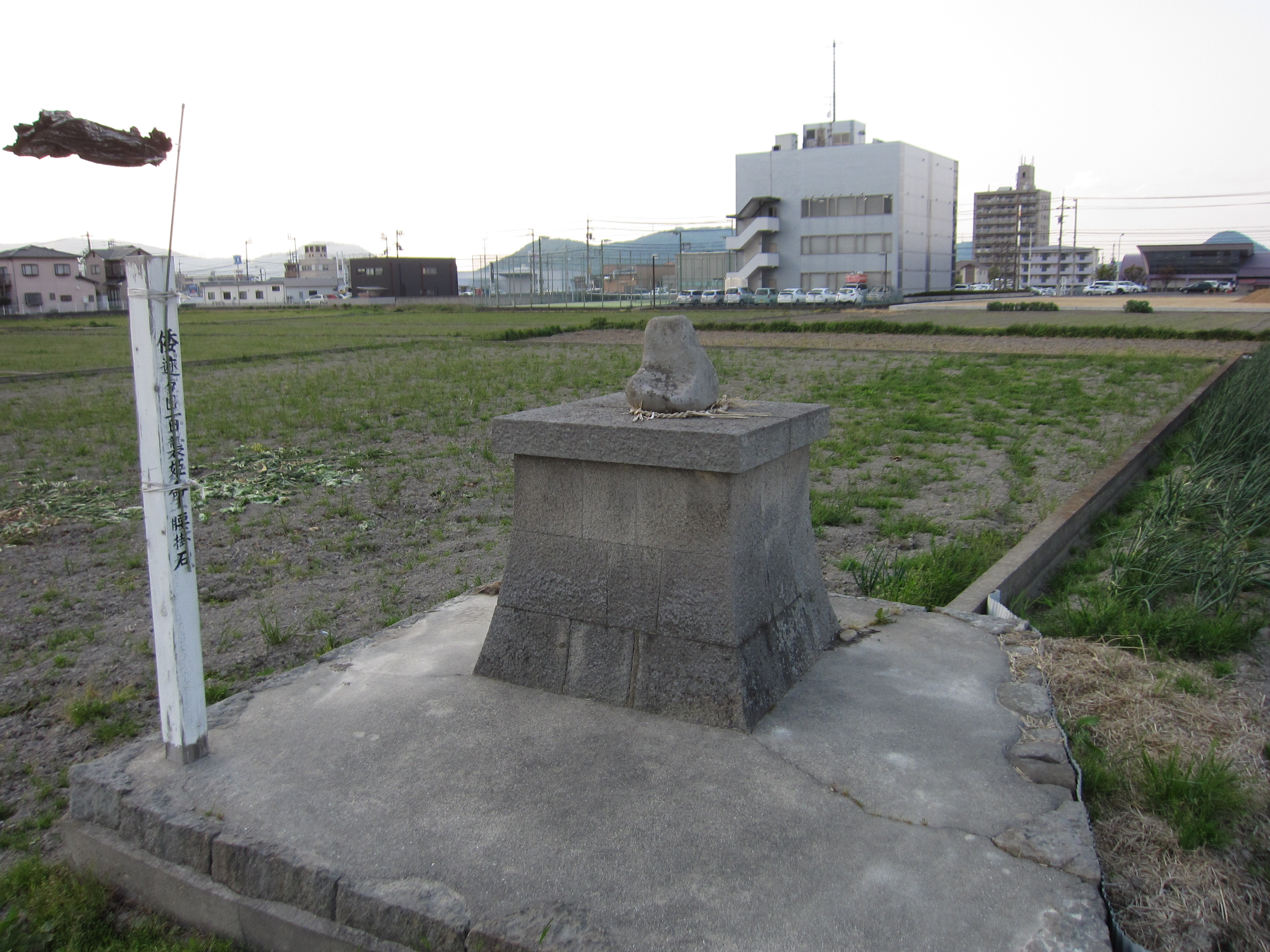
休石

## 摂末社

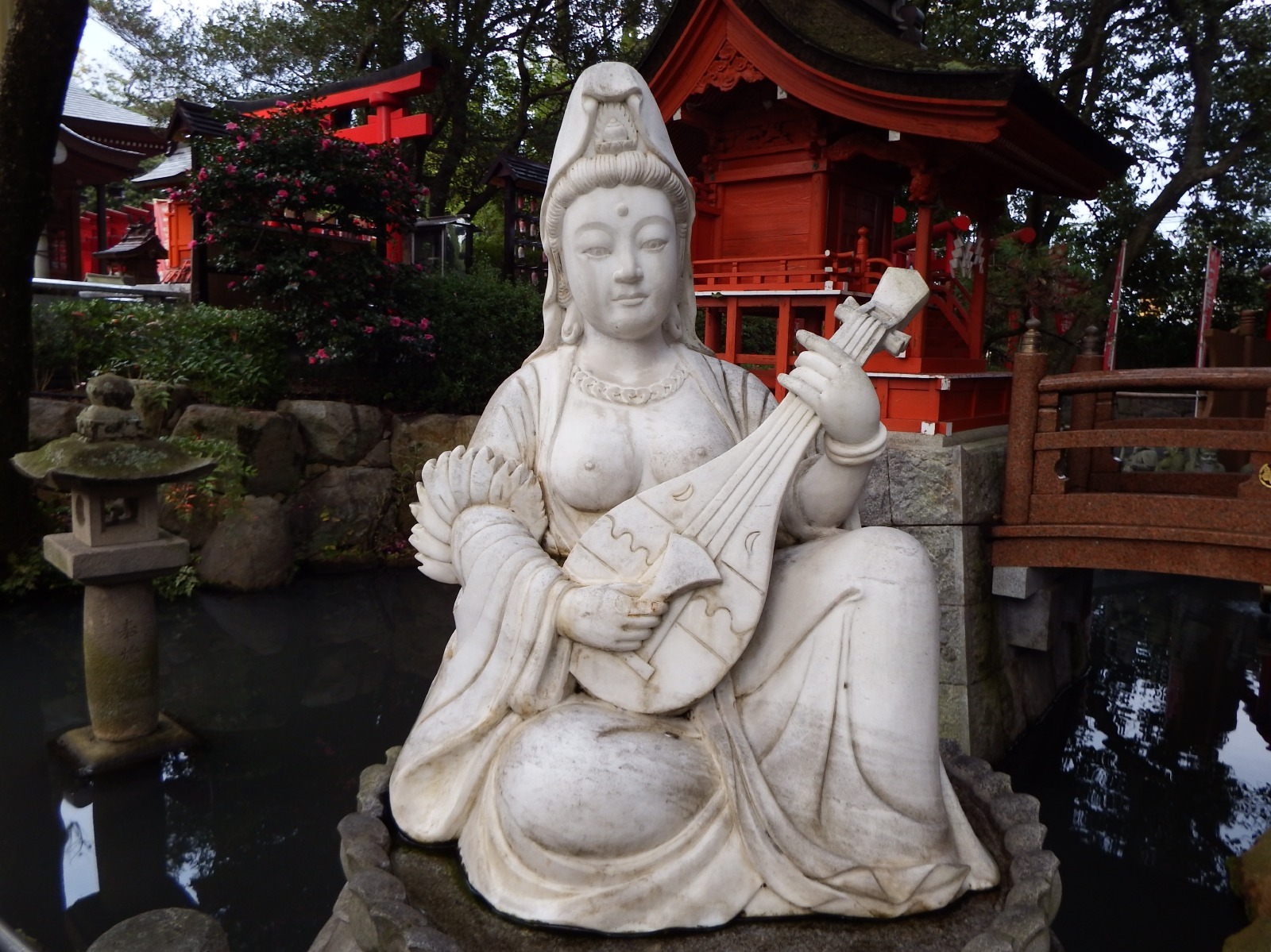
弁財天像
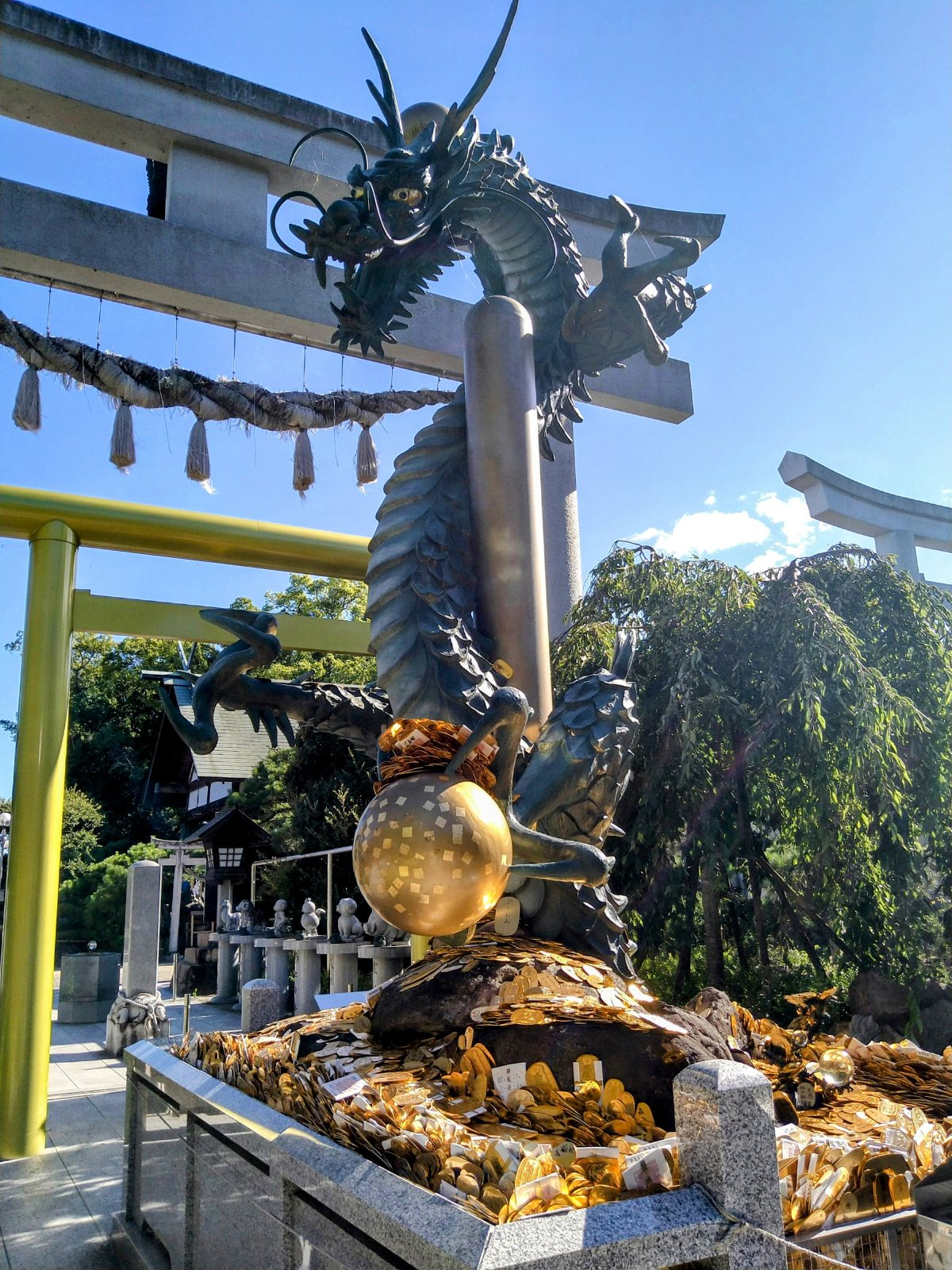
金龍
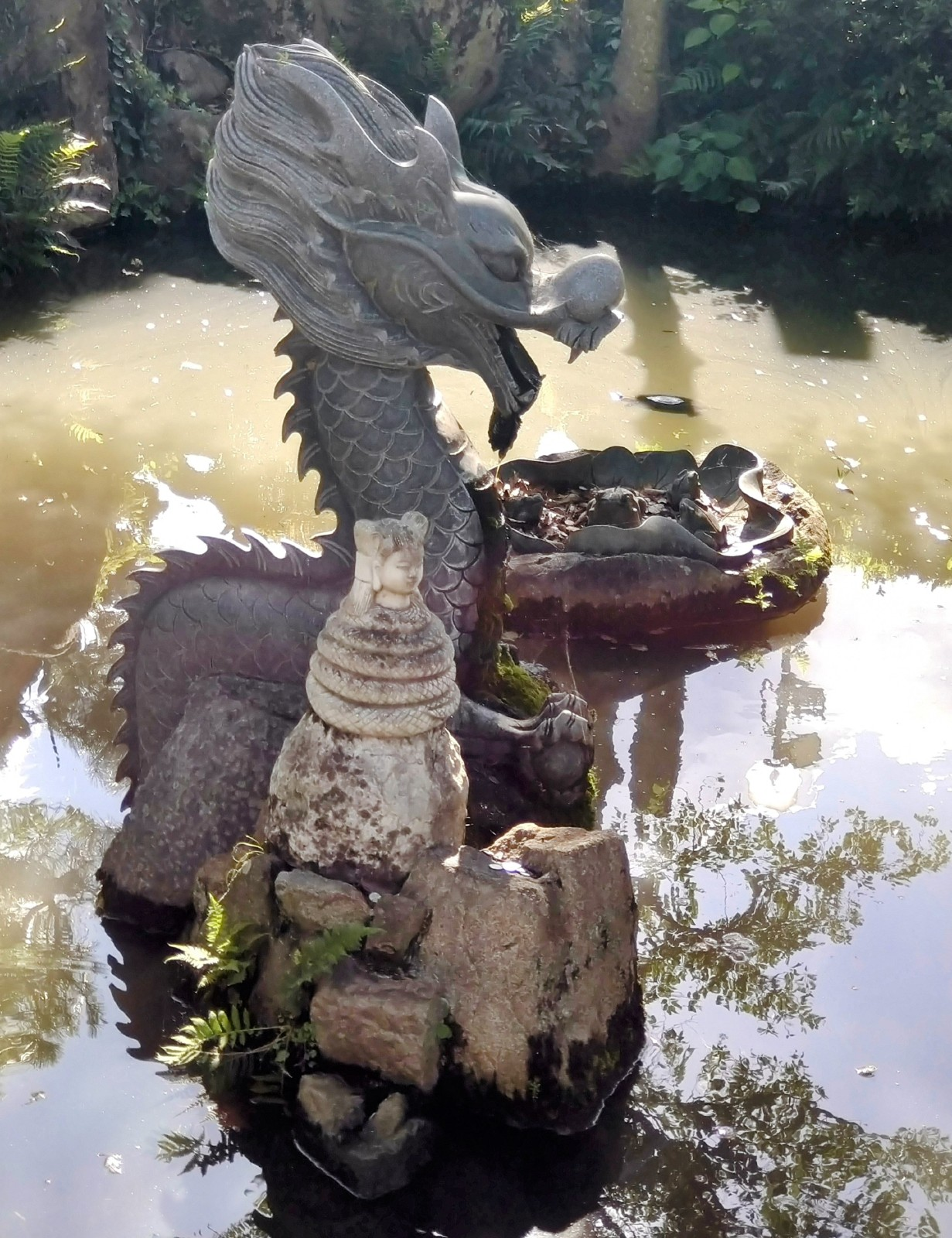
神池の龍神
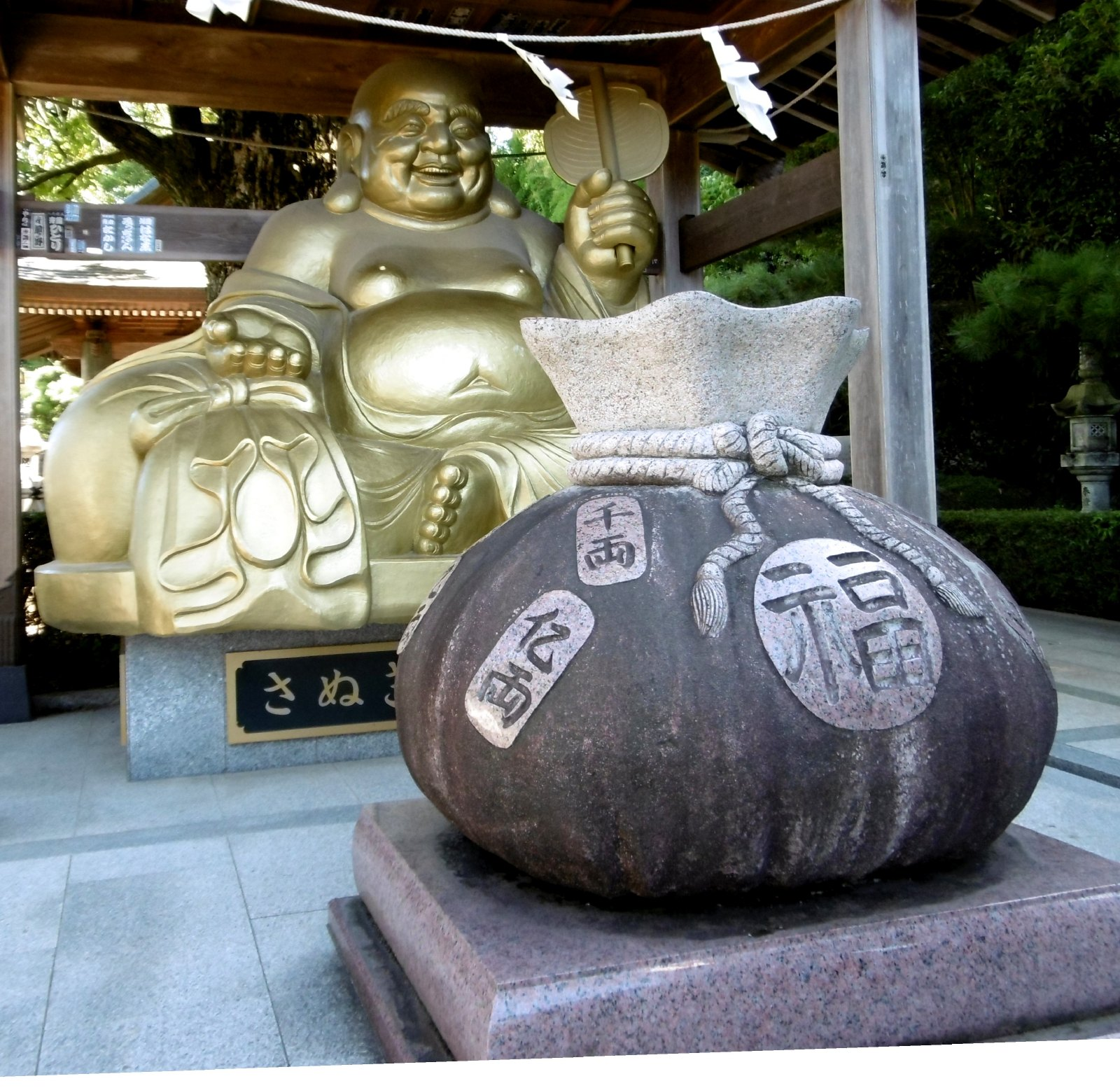
お迎え布袋尊

おもな末社を本社の向って右から外へ順に。
宇都伎社
- 祭神：大地主神、倉稲魂神

昭和62年の再建で、本殿は春日造、幣殿拝殿は入母屋造。
素婆倶羅社
- 祭神：少名毘古那神、大年神、塞神、大水大神、菅原神

平成14年の再建で、本殿は春日造、幣殿拝殿は入母屋造。
天満宮
- 祭神：菅原道真公

宮島社
- 祭神：市杵島姫命

そのほか、姫の宮、淡島社、稲荷社など多くの末社が祀られている。

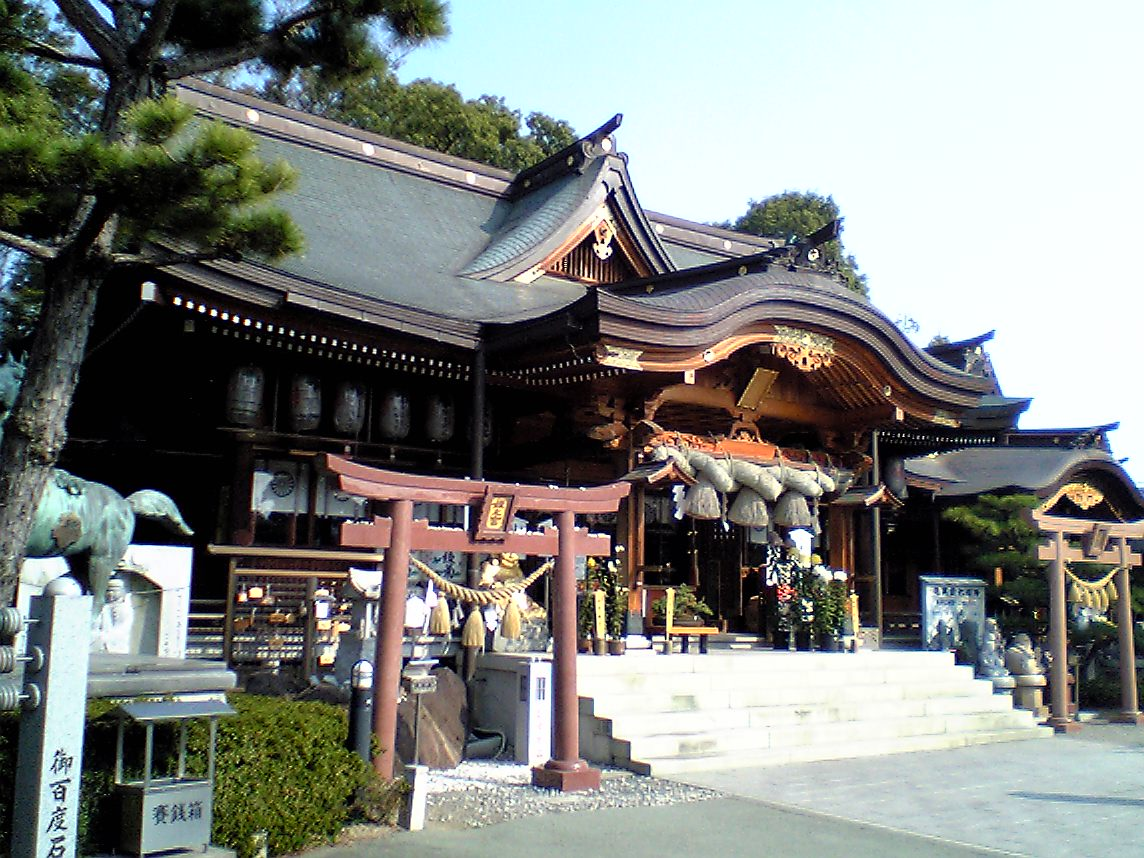
宇都伎社
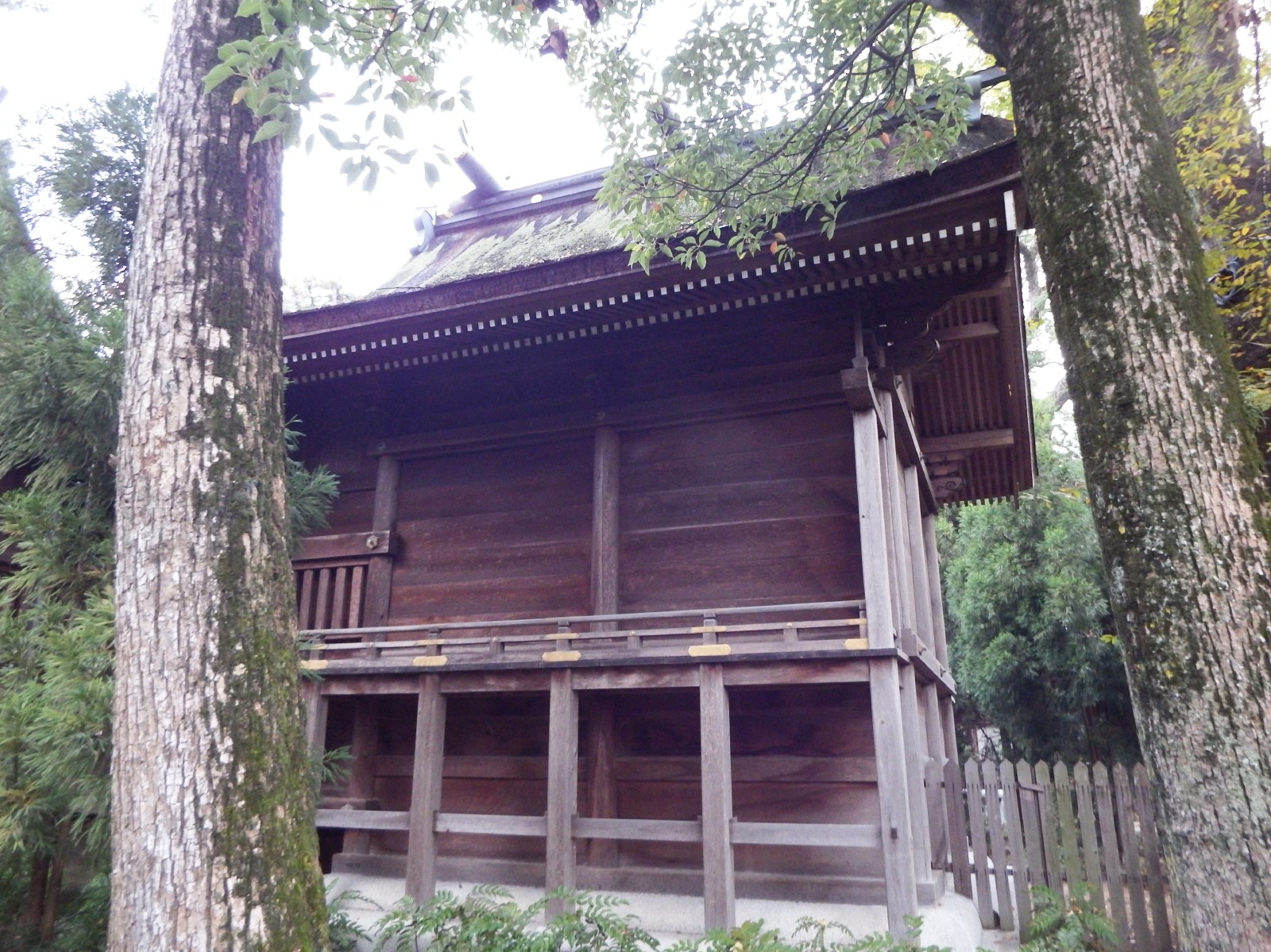
宇都伎社の奥殿
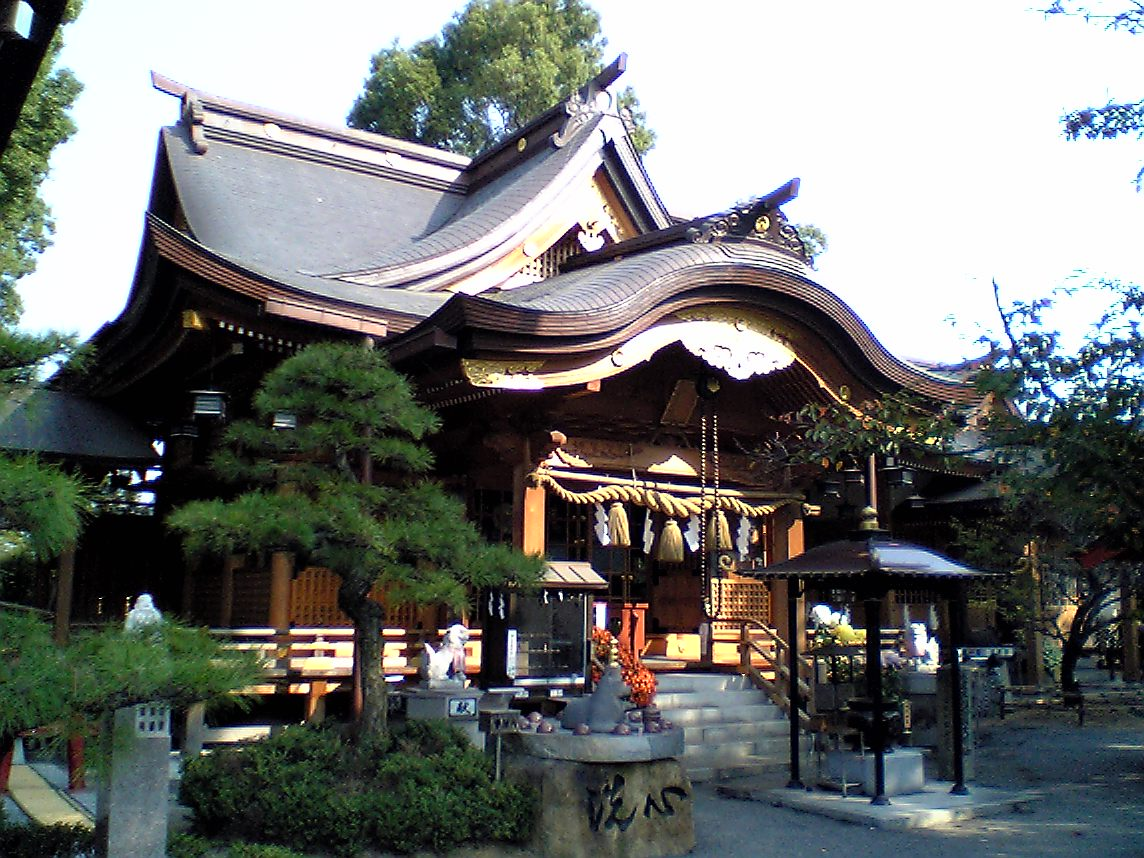
素婆倶羅社
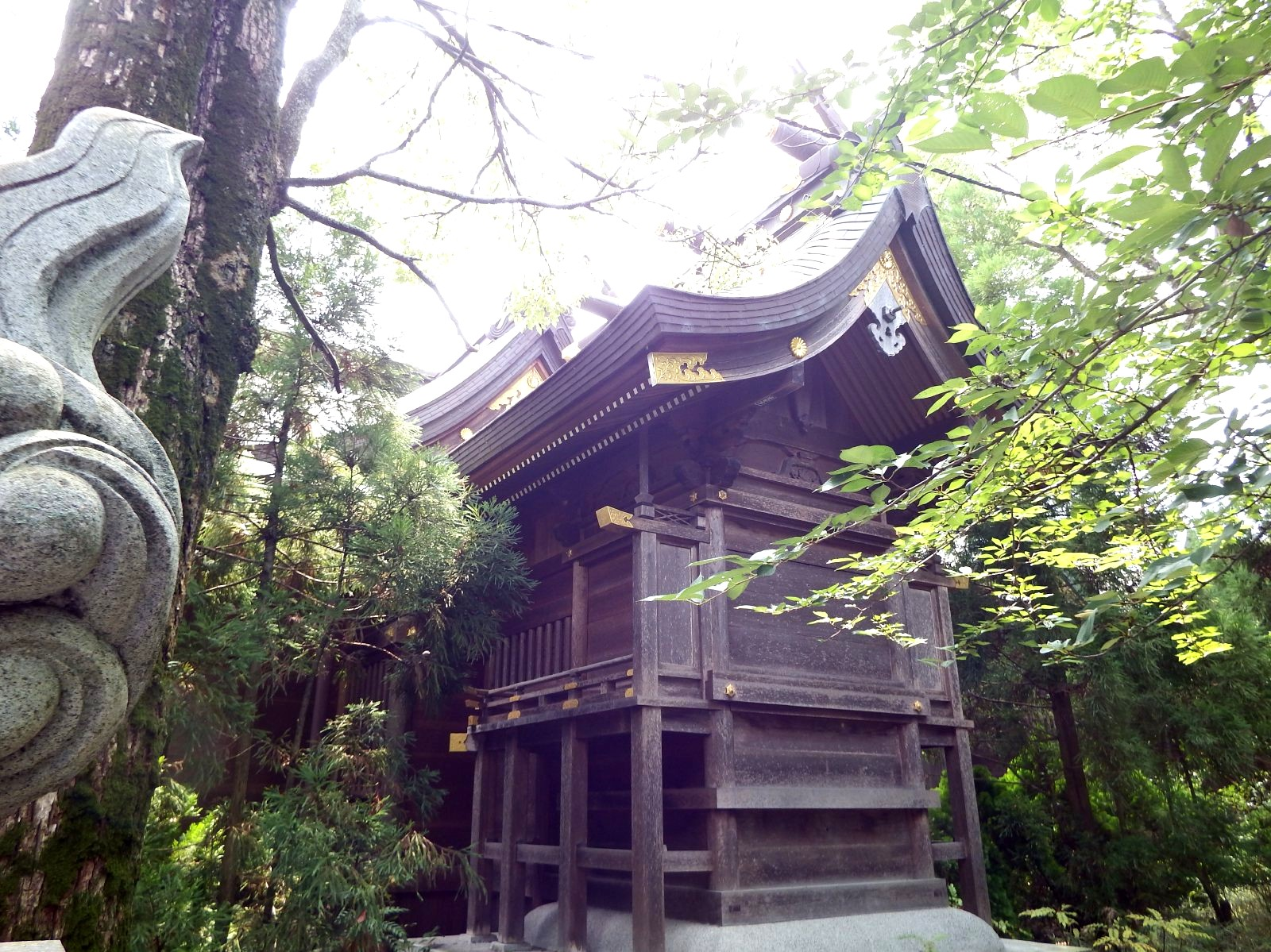
素婆倶羅社の奥殿
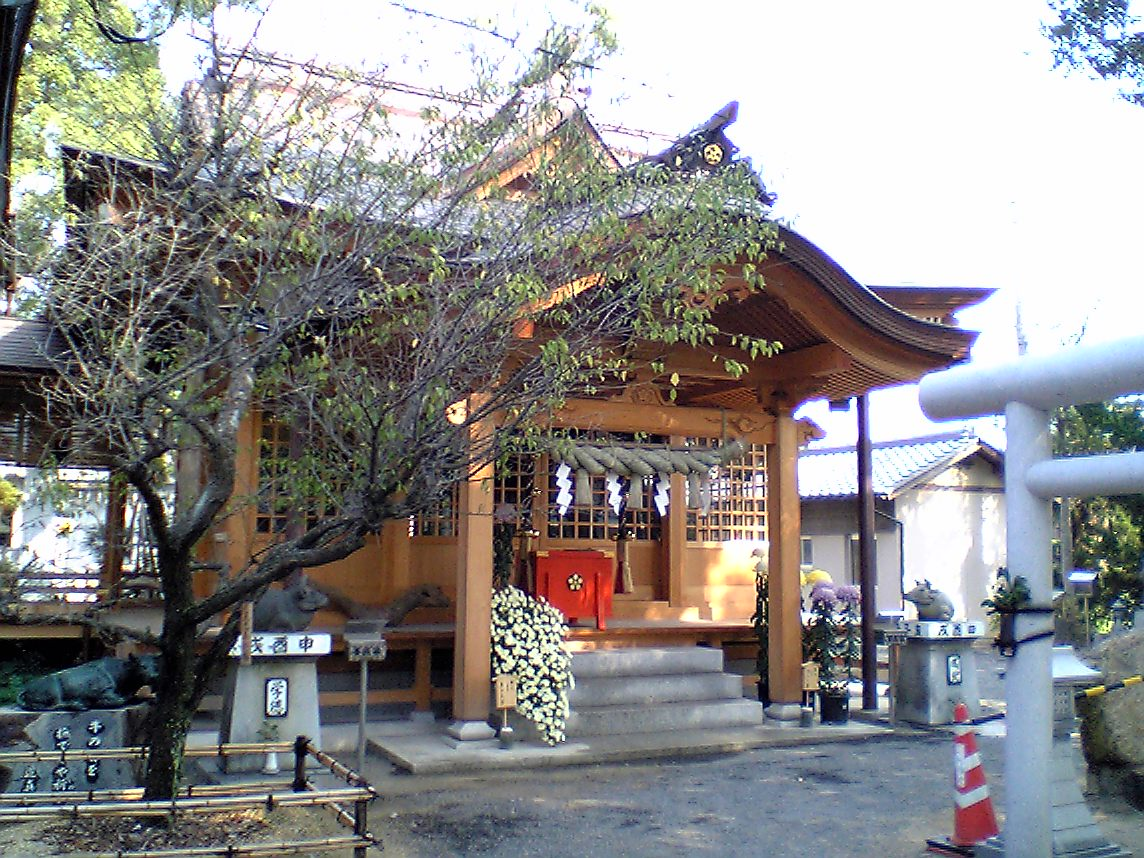
天満宮
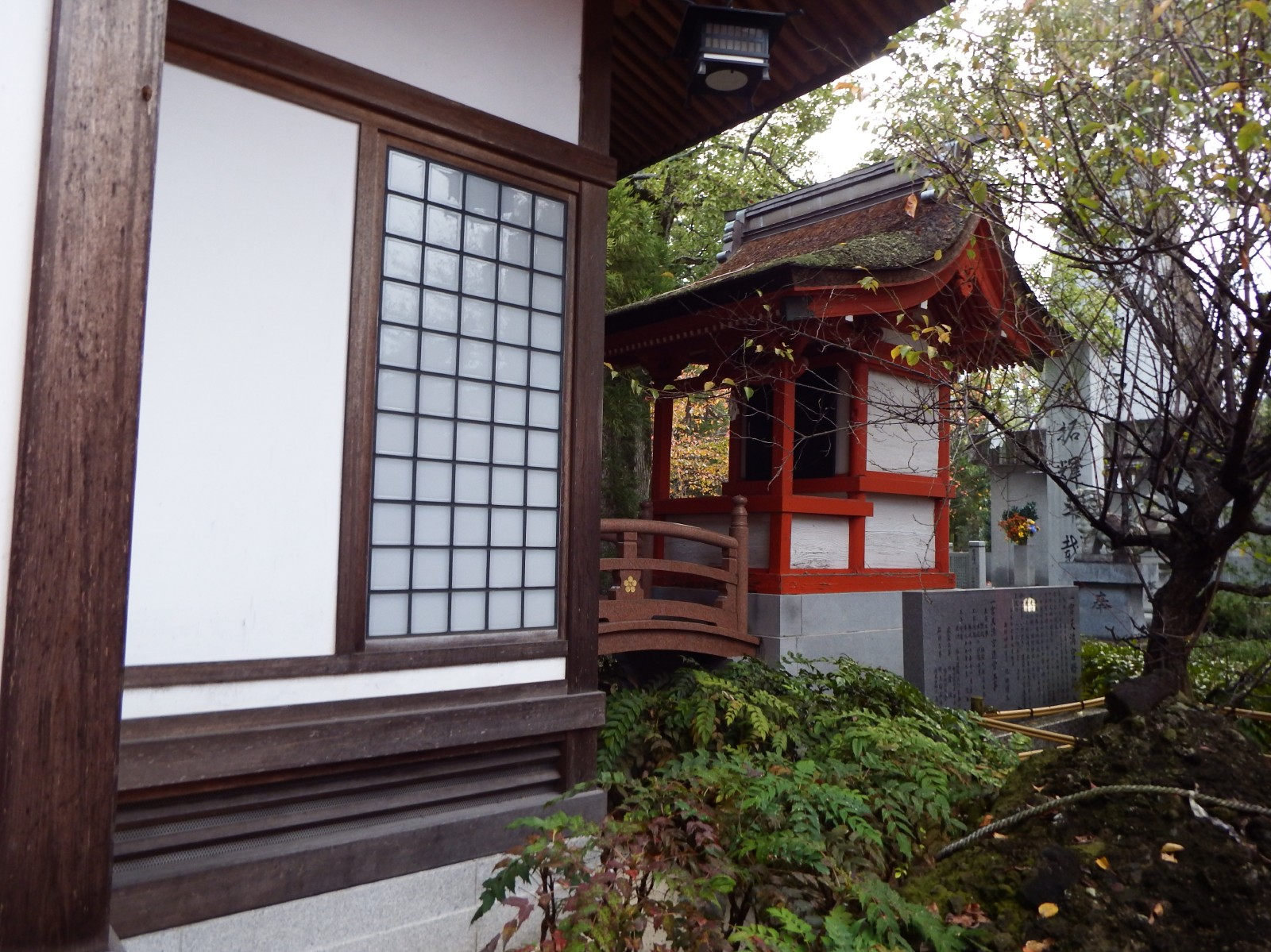
天満宮の奥殿
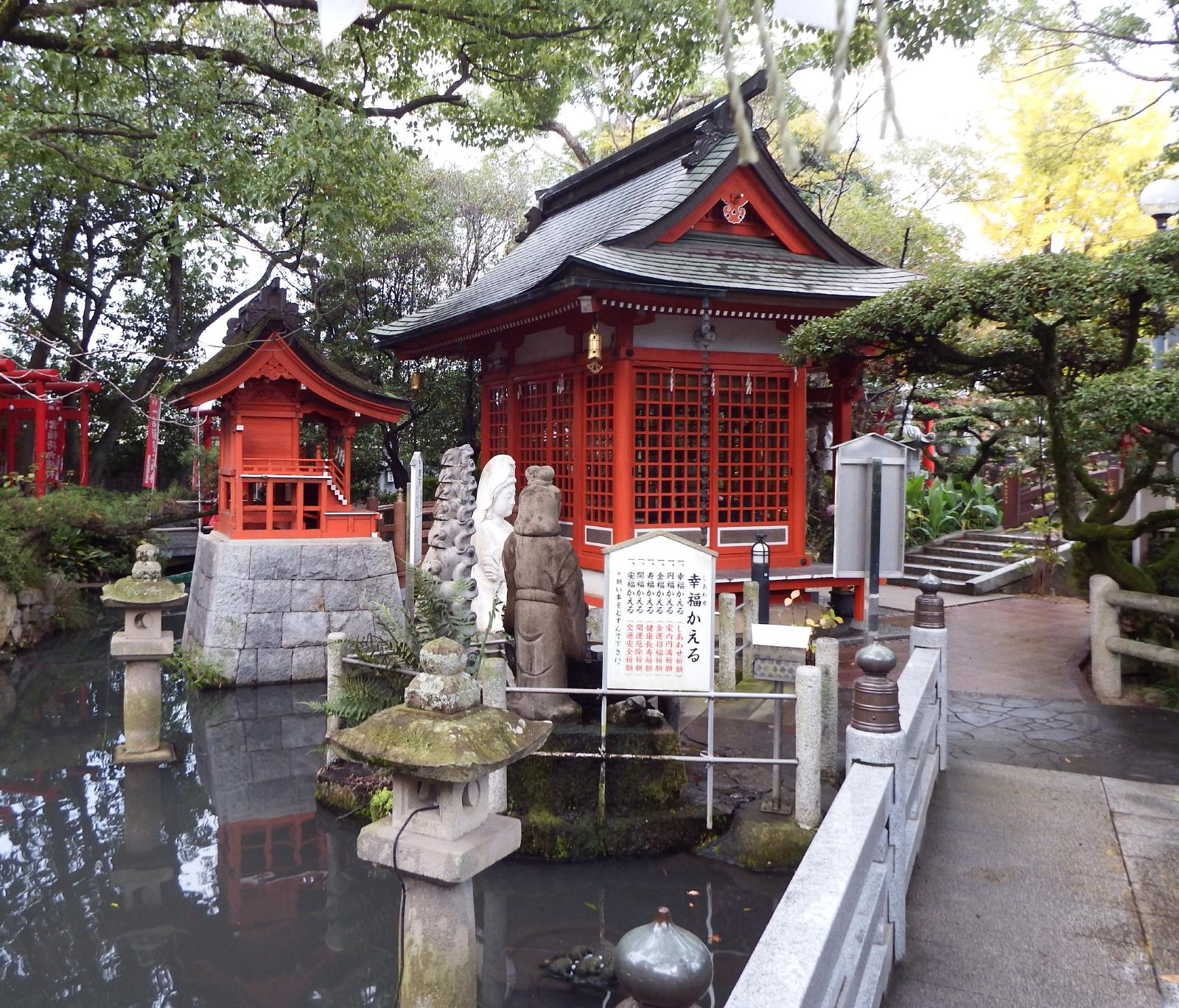
宮島社
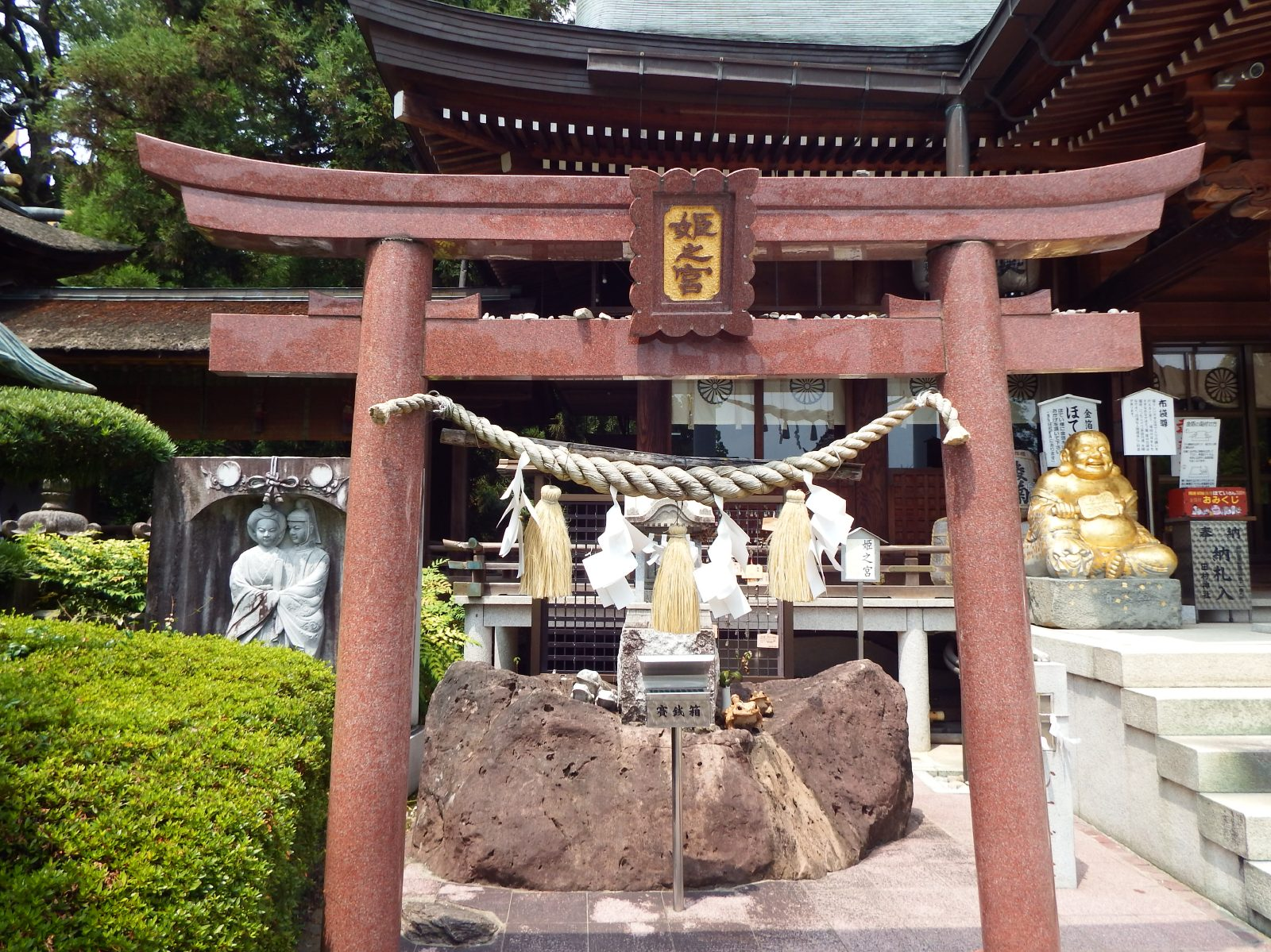
姫の宮
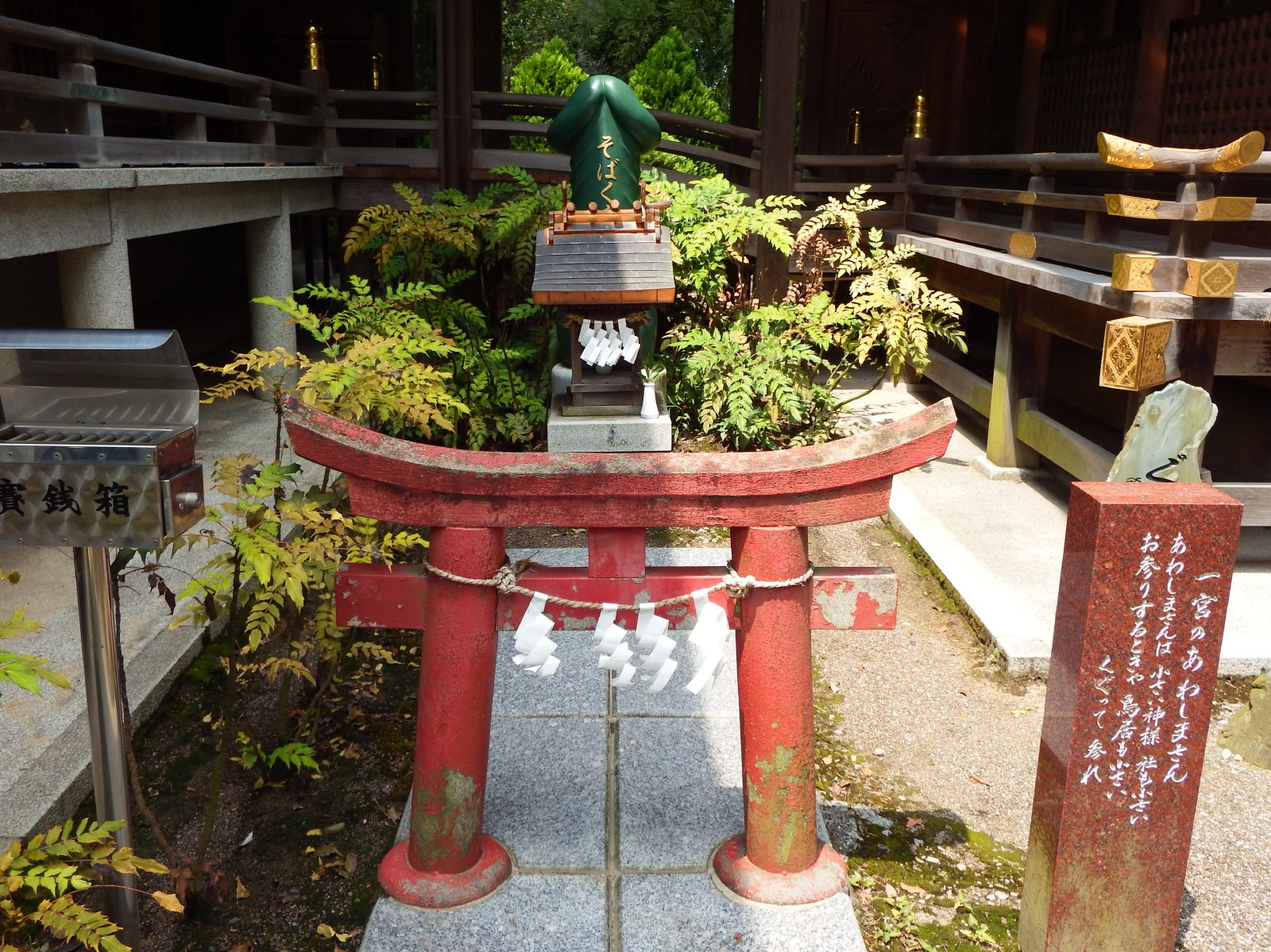
淡島社

## 祭事

### 年間祭事
- 歳旦祭 （1月1日）
- 御火焚き祭 （1月15日）
- 節分祭 （2月節分の日）
- 春季例大祭・御蚊帳垂神事 （5月7日・8日） - 特殊神事。
- 大祓式 （6月30日）
- 夏越祭 （7月1日・2日）
- 七夕祭 （7月7日）
- 燈籠祭 （8月9日・10日）
- 秋季例大祭・御蚊帳徹神事 （10月7日・8日） - 特殊神事。
- 七五三詣で （11月15日）
- 人形供養祭 （12月23日）
- 大祓式 （31日）
- 末社月次祭
  - 稲荷社月次祭 （毎月15日）
  - 素婆倶羅社月次祭 （毎月24日）

### 御蚊帳神事
御蚊帳神事（おかちょうしんじ）は、春と秋に行われる特殊神事。奥殿の下にある井戸に蚊帳を下げ深淵の姫神に籠もってもらう神事である。
5月8日に春季例大祭とともに御蚊帳垂神事 （おかちょうたれのしんじ）で蚊帳が下ろされ、10月8日に秋季例大祭ともに御蚊帳徹神事 （おかちょうあげのしんじ）で蚊帳が上げられる。
高松市・香川郡一円では、この神事に従って5月8日以前に蚊帳を吊るす際は一隅を外す風習が残っている。

## 文化財

### 重要文化財（国指定）
- 田村神社古神宝類（工芸品） - 高松市歴史資料館で展示。昭和41年6月11日指定[9]。
  - 片添刃鉄鉾身 1口
  - 瑞花双鳳禽獣鏡 1面
  - 十二支八卦文鏡 1面
  - 素文鏡 1面
  - 素文八花鏡残欠 1片

### 高松市指定有形文化財
- 讃岐国一宮田村大社壁書（書跡） - 昭和52年8月1日指定[6]。

## 前後の札所
新四国曼荼羅霊場
10 自性院 --- 11 田村神社 --- 12 菩提院

## 現地情報
所在地
- 香川県高松市一宮町字宮東286番地

交通アクセス
- 鉄道
  - 高松琴平電気鉄道琴平線 一宮駅 （徒歩15分）
昭和62年（1987年）までは田村神社のちょうど正面の位置に設けられていた（現在は西方に移動）。
- 車
  - 高松自動車道
    - 高松西ICから、香川県道12号三木国分寺線を東へ10分程度
    - 高松檀紙ICから、国道11号を西行、檀紙交差点にて香川県道178号山崎御厩線へ左折南下。中間町にて香川県道12号三木国分寺線を東へ10分程度

周辺
- 一宮寺 - 四国八十八ヶ所第83番札所。

## 備考
毎週日曜の午前中に朝市が開かれており、社脇の建物では讃岐うどんの店が開かれる。讃岐うどんは香川県の特産・観光資源として有名であるが「田村神社日曜朝市の讃岐うどん」は県内でも珍しい「神社で食べるうどん」として知られている。

## 関連図書
- 安津素彦・梅田義彦編集兼監修者『神道辞典』神社新報社、1968年、38頁
- 白井永二・土岐昌訓編集『神社辞典』東京堂出版、1979年、223-224頁